# Bais (Ille-et-Vilaine)
Pour les articles homonymes, voir Bais.
Bais [bɛ] est une commune française située dans le département d'Ille-et-Vilaine en région Bretagne, peuplée de 2 511 habitants (les Baiséens).

## Géographie
Bais se situe à l'est de l'Ille-et-Vilaine, à une quinzaine de kilomètres au sud de Vitré.
La commune est traversée du nord au sud par la D 95 (Louvigné-de-Bais - La Guerche-de-Bretagne) et la Quincampoix.

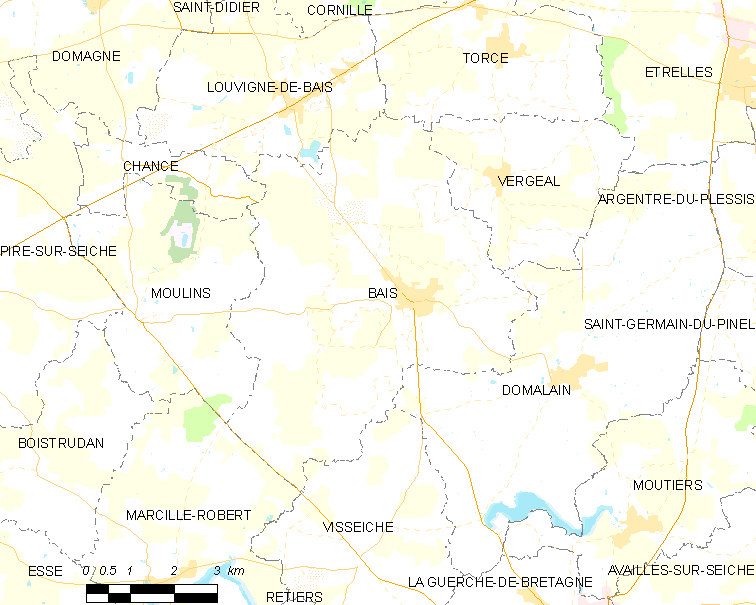
Carte de la commune de Bais.

| Louvigné-de-Bais |           | Torcé             |
| Chancé, Moulins  | Bais      | Vergéal, Domalain |
| Marcillé-Robert  | Visseiche |                   |

### Hydrographie
Pour un article plus général, voir Réseau hydrographique d'Ille-et-Vilaine.
La commune est située dans le bassin Loire-Bretagne. Elle est drainée par la Quincampoix, le Bueuf, le Mesnil, le Vergéal et le ruisseau de l'Étang des Vaux,,.
La Quincampoix (Seiche), d'une longueur de 33 km, prend sa source dans la commune de Domalain et se jette  dans la Seiche à Janzé, après avoir traversé six communes. 

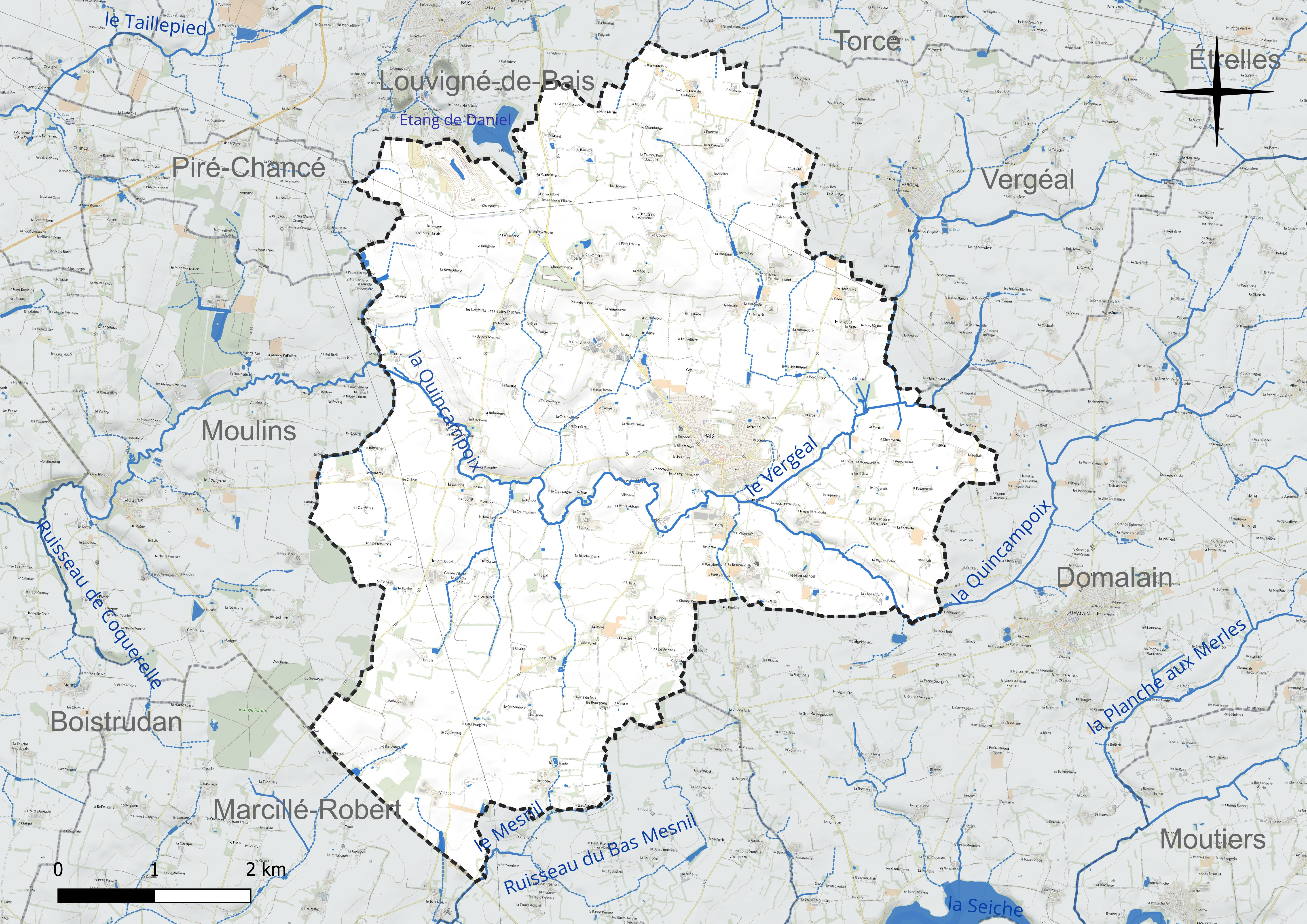
Réseau hydrographique de Bais.

### Climat
Pour des articles plus généraux, voir Climat de la Bretagne et Climat d'Ille-et-Vilaine.
En 2010, le climat de la commune est de type climat océanique altéré, selon une étude du CNRS s'appuyant sur une série de données couvrant la période 1971-2000. En 2020, Météo-France publie une typologie des climats de la France métropolitaine dans laquelle la commune est exposée à un climat océanique et est dans la région climatique  Bretagne orientale et méridionale, Pays nantais, Vendée, caractérisée par une faible pluviométrie en été et une bonne insolation. Parallèlement l'observatoire de l'environnement en Bretagne publie en 2020 un zonage climatique de la région Bretagne, s'appuyant sur des données de Météo-France de 2009. La commune est, selon ce zonage, dans la zone « Sud Est », avec des étés relativement chauds et ensoleillés.  
Pour la période 1971-2000, la température annuelle moyenne est de 11,5 °C, avec une amplitude thermique annuelle de 13,2 °C. Le cumul annuel moyen de précipitations est de 764 mm, avec 12,9 jours de précipitations en janvier et 7 jours en juillet. Pour la période 1991-2020, la température moyenne annuelle observée sur la station météorologique la plus proche, située sur la commune d'Arbrissel à 9 km à vol d'oiseau, est de 12,1 °C et le cumul annuel moyen de précipitations est de 718,7 mm,. Pour l'avenir, les paramètres climatiques de la commune estimés pour 2050 selon différents scénarios d'émission de gaz à effet de serre sont consultables sur un site dédié publié par Météo-France en novembre 2022.

## Urbanisme

### Typologie
Au 1er janvier 2024, Bais est catégorisée bourg rural, selon la nouvelle grille communale de densité à sept niveaux définie par l'Insee en 2022.
Elle est située hors unité urbaine et hors attraction des villes,.

### Occupation des sols
L'occupation des sols de la commune, telle qu'elle ressort de la base de données européenne d'occupation biophysique des sols Corine Land Cover (CLC), est marquée par l'importance des territoires agricoles (95,6 % en 2018), en diminution par rapport à 1990 (98 %). La répartition détaillée en 2018 est la suivante : 
zones agricoles hétérogènes (47,4 %), terres arables (40,9 %), prairies (7,2 %), zones urbanisées (2,6 %), mines, décharges et chantiers (1,8 %). L'évolution de l'occupation des sols de la commune et de ses infrastructures peut être observée sur les différentes représentations cartographiques du territoire : la carte de Cassini (XVIIIe siècle), la carte d'état-major (1820-1866) et les cartes ou photos aériennes de l'IGN pour la période actuelle (1950 à aujourd'hui).

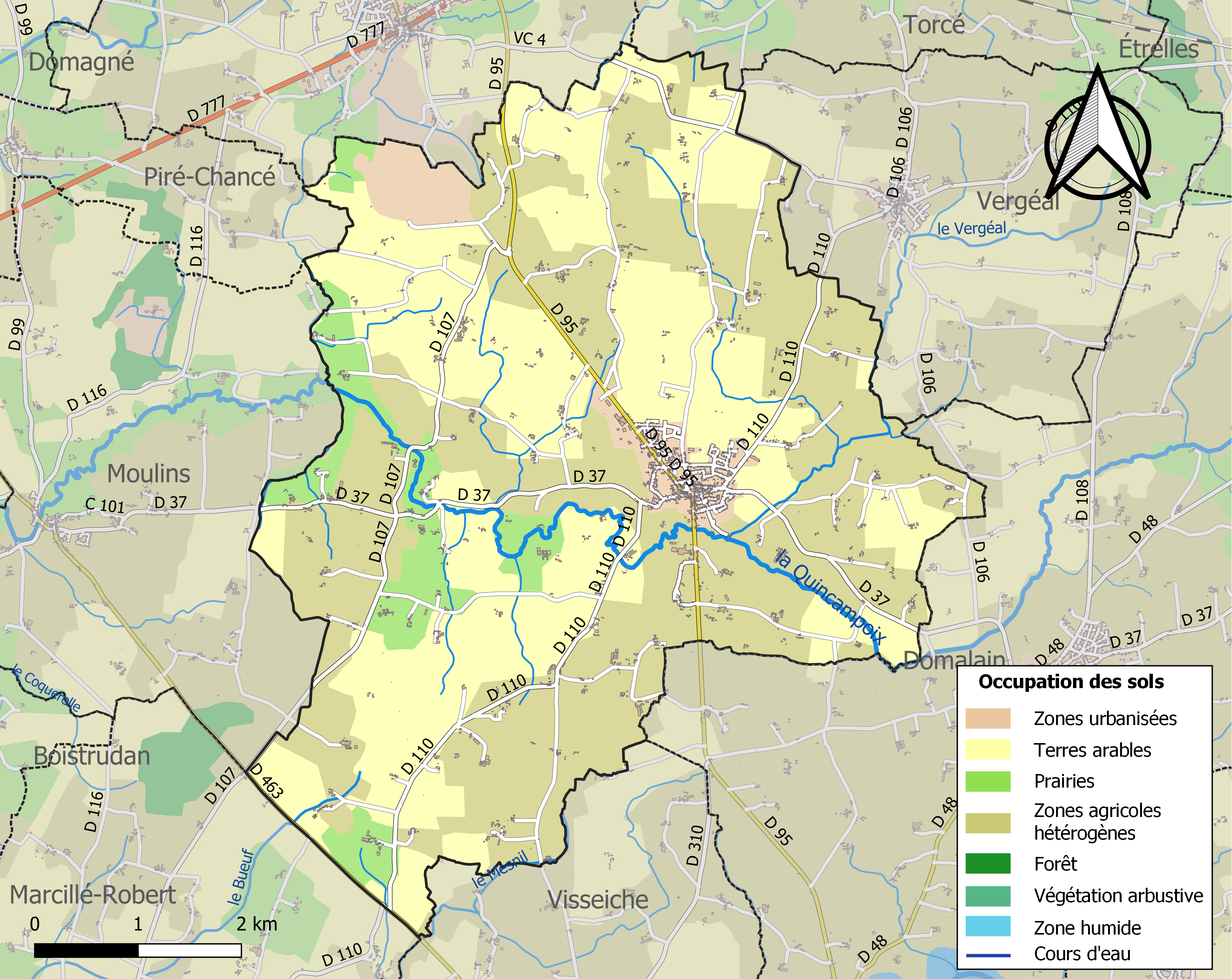
Carte des infrastructures et de l'occupation des sols de la commune en 2018 (CLC).

## Toponymie
Le nom de la localité est attesté sous les formes ecclesia Beisci en 1157, Baes en 1164, Bais en 1212, Bedeseum en 1213, Baiscum en 1516.
Du gaulois bedo- (fosse) ou betu- (bouleau), et suffixe -iscum.

## Histoire

### Préhistoire et Antiquité
Une statuette sculptée dans un microgranite de provenance locale, représentant dans un style primitif trois personnages ithyphalliques, datant probablement de la fin du deuxième âge du fer ou du début de l'époque gallo-romaine, a été découverte dans une mare au début de la décennie 1970.
La villa gallo-romaine du Bourg Saint-Père atteste d'une présence dès l'Antiquité. Ce site présente la particularité de posséder trois édifices religieux (deux fana et un laraire).

### Moyen Âge
La légende raconte qu'un saint anachorète, nommé Marse, naquit au Ve siècle dans la paroisse, au village du même nom, où il mourut.Il aurait été un disciple et compagnon de saint Melaine, la tradition le donne pour évêque de Nantes au VIe siècle. Les hagiographes ne confirment pas cette tradition, mais plusieurs documents anciens attestent que de temps immémorial les reliques de saint Marse étaient vénérées à Bais. En 1427 la crainte d'une invasion anglaise fit transporter le corps du saint dans l'une des tours du château de Vitré, où ses reliques restèrent jusqu'en 1750 avant d'être transférées dans l'Église Notre-Dame de Vitré et enfin de revenir à Bais en 1843. G. Corbe atteste qu'en 1847 (et probablement aussi bien plus tard) deux processions annuelles étaient organisées à Bais, l'une en mémoire du départ des reliques du saint patron de la paroisse, l'autre pour fêter leur retour. 
Un cimetière datant des VIe siècle et VIIe siècle, situé à proximité de la chapelle Saint-Pierre, a été fouillé : il se composait de 23 sarcophages en calcaire, 70 coffres en schiste ardoisier et 18 sépultures en pleine terre. Des perles en verre, des boucles et des fibules ont été découverts.
La famille d'Espinay, de Champeaux, mais qui possédait également le château de Saudecourt en Louvigné-de-Bais, avait dans la paroisse de Bais plusieurs métairies, une closerie et disposait dans l'église de prééminence, banc, et armoiries.
La paroisse de Bais dépendait autrefois de la châtellenie du Désert, qui appartint aux barons de Châteaubriant, puis à ceux de Vitré à partir de 1542, et disposait du droit de haute justice Le chef-lieu de la châtellenie du Désert se trouvait au manoir de la Rivière du Désert, en Visseiche, et s'étendait sur le territoire des paroisses d'Availles, Bais, Brielles, Chancé, Domalain, Gennes, Moulins, Moutiers, Le Pertre, Saint-Germain-du-Pinel, Vergéal et Visseiche.

### Époque moderne
Marie de Rieux (plus connue sous le nom de Guyonne de Rieux ou de Guyonne de Laval), née en 1524, décédée le 13 décembre 1567, , épouse de Guy XVIII de Laval, dame de Bais, était ralliée à la Réforme protestante.
En 1584, 251 personnes meurent de la peste à Bais.
En 1766 une émeute se produisit à Bais en raison du manque de grains. Le Parlement de Bretagne poursuivit les émeutiers.

### Révolution française
Des gardes nationales de Bais furent très actifs en 1791 et 1792, associés à d'autres venus d'autres communes, faisant fouillant par exemple le 31 juillet 1791 le presbytère d'Étrelles, puis ils visitèrent le château du Plessis en Argentré, y commettant de gros dégâts. Le 4 septembre 1791, le presbytère d'Étrelles est à nouveau visité et cette fois entièrement saccagé par eux ; le 10 mars 1792, ils firent irruption à Vergeal et Cornillé pour les débarrasser de leurs prêtres réfractaires ; le 13 mars 1792, ils firent irruption à Argentré pour piller les maisons des habitants réputés aristocrates.
La « Légion de Vitré », commandée par Henri du Boishamon, membre du groupe chouan Chevaliers catholiques, fut très active dans la région. Le combat de Bais opposa Chouans et Républicains pendant la Chouannerie, en février 1796.

### LeXIXesiècle
« Au XIXe siècle, Domalain, la commune la plus réactionnaire d'Ille-et-Vilaine, a pour voisine Bais, l'une des plus libérales ».
En 1866, quelques cas de choléra sont observés à Bais, ainsi que dans des communes voisines, particulièrement dans la commune d'Étrelles où, du 18 août au 3 novembre, 60 personnes, dont 40 femmes, ont été atteintes. 3 personnes ont succombé à cette épidémie.

### LeXXesiècle

#### La Belle Époque
Selon le journal La Croix, en 1891, 6 élèves sont inscrits à l'école laïcisée contre 130 à l'école "libre", congréganiste.
La ligne de tramway allant de Rennes à La Guerche et passant par Bais fut mise en service en juin 1904. La ligne ferma en 1947.

#### La Première Guerre mondiale
Le monument aux morts de Bais porte les noms de 113 soldats morts pour la France pendant la Première Guerre mondiale. Parmi eux, 18 ont reçu à la fois la Médaille militaire et la Croix de guerre et 7 la Croix de guerre ; 13 sont morts en Belgique, deux dans les Balkans (un en Grèce, Paul Hervagault, un en Serbie, Jean Gallier) dans le cadre de l'Expédition de Salonique et un (Jean Jenuit) alors qu'il était prisonnier en Allemagne ; les autres sont décédés sur le sol français.

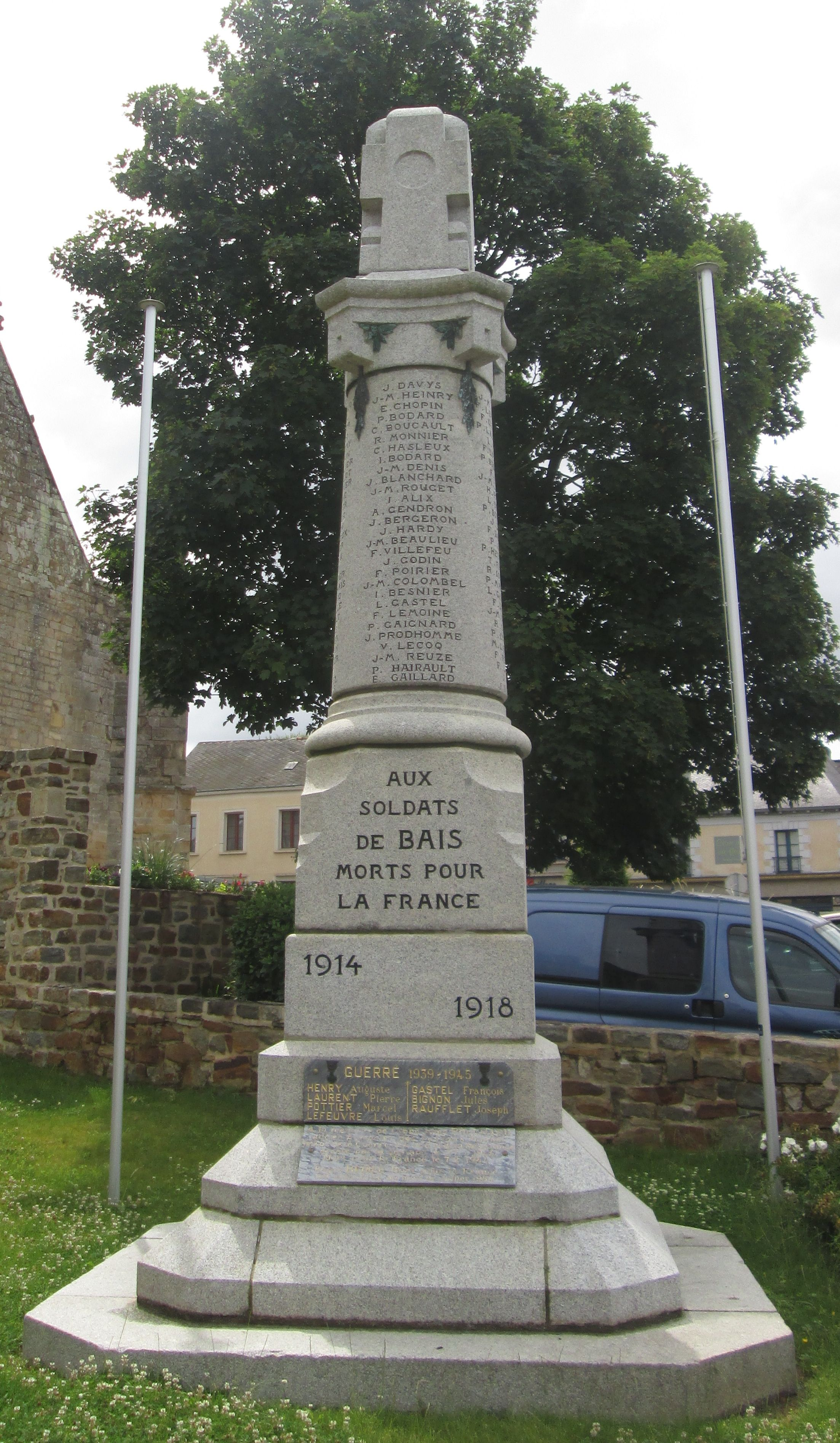
Le monument aux morts.

#### L'Entre-deux-guerres

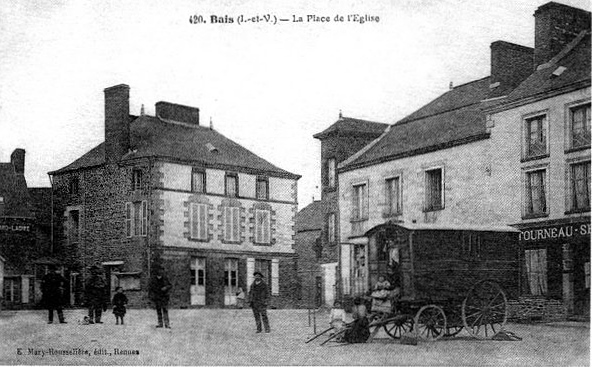
Bais : la place de l'église vers 1920.

Dans la nuit du 6 au 7 décembre 1929, un ouragan fit des dégâts importants à Bais, abattant notamment de nombreux pommiers.
La « Société coopérative agricole de Bais et des environs » fut dissoute le 2 décembre 1936.

#### La Seconde Guerre mondiale
Le monument aux morts de Bais porte les noms de sept personnes mortes pour la France pendant la Seconde Guerre mondiale ; parmi elles l'abbé Jules Pouchard, officier de la Légion d'Honneur, Croix de guerre, résistant arrêté par la Gestapo le 27 janvier 1944 et mort d'épuisement à cause des mauvais traitements qu'il subit le 7 février 1944 à Saint-Mandé.
Des patriotes arrêtés et torturés à BAIS le 16 juillet 1944
 (avril 2025).
Si vous disposez d'ouvrages ou d'articles de référence ou si vous connaissez des sites web de qualité traitant du thème abordé ici, merci de compléter l'article en donnant les références utiles à sa vérifiabilité et en les liant à la section « Notes et références ».
Le dimanche 16 juillet 1944 cinq hommes sont interpellés entre 7 heures et 10 heures du matin  par des policiers et des miliciens  français et conduits à la ferme de « La Gousserie » à Bais (Ille-et-Vilaine), exploitée par  M. Augustin GAUTIER, ancien combattant de la première guerre mondiale,adjoint au maire de Bais.
Il s'agit de l'agriculteur qui hébergeait ces patriotes, Augustin GAUTIER, 47 ans,  père de 5 enfants, de  Jean Baptiste DANIEL, 41 ans, sabotier à Bais, père de deux enfants ;   François LAMIGE, parisien réfugié à Bais, marié, Oscar de BOCK, 41 ans, cultivateur à Bais, célibataire, Léon  DESILLES, 43 ans, cantonnier, marié.  
Torturés sur place pendant plusieurs heures, ils sont conduits vers 17 heures à Rennes dans les locaux de la milice.
Ils sont exécutés sommairement  par ces miliciens  d'une balle dans la nuque à Saint Jacques de la Lande au lieu-dit « Le Bois tilleul » vraisemblablement dans la nuit du 18 au 19 juillet 1944, avec un autre habitant de Bais, Roger BRUCHET, rennais, 33 ans, arrêté  le 17 juillet à Bais.
Un réfugié d'origine hollandaise Hendrik Van  Balkom,27 ans,  arrivé sur la commune de Bais avait été recommandé par le maire de l'époque, M. Bodard, pour que  M. GAUTIER  l'héberge chez lui.52
Celui-ci avec sa compagne Colette  recrute quelques habitants de Bais qui se ravitaillent chez  des agriculteurs soupçonnés de collaboration et de commerce avec les Allemands.
Ce groupe  figure sur le site du service historique de la défense sous-série GR 19P "maquis et forces françaises de l'intérieur" cote 35-11 comme unité militaire  de Libération Nord armée secrète groupe de Bais. il est indiqué : " sabotages divers sur lignes téléphoniques et terrain d'aviation de Vergéal - effectif 7 hommes - constitué le 1er mars 1944- 6 hommes arrêtés en juillet 1944 et fusillés par la suite".
Mais le  fait que Hendrik  Van Balkom ait pu s'échapper dès le matin le jour de l'arrestation de ses camarades  sans être inquiété par les miliciens demeure troublant.
Quoi qu'il en soit, les patriotes qui sont rentrés dans ce groupe étaient de bonne foi, ils voulaient sincèrement servir la cause de la Résistance  et ont payé de  leur vie leur engagement.
Ce sont des victimes de guerre, abattus par des Français à la solde des nazis.
Leur nom figure sur le monument aux morts du cimetière de l'Est à Rennes.
A Saint Jacques de la Lande , la plaque commémorative érigée en décembre 2017 porte 76 noms de fusillés ou exécutés repris sur 76 stèles bicolores avec, sur chacune d'entre elles, le nom, l'âge de la victime et la date de son sacrifice.
Une stèle à la mémoire des 5 patriotes a été inaugurée le dimanche 20 avril 1997 sur le site même des massacres  à Bais à l'initiative de la famille Gautier et de Melle Ingrid Desrues, déléguée départementale des lauréats du CNRD. 
M. Augustin GAUTIER a été reconnu «  Mort pour la France » par décision de l'Office national des combattants et des victimes de guerre le 15 juillet 2024, 80 ans presque jour pour jour après son arrestation et son exécution.

#### L'après Seconde Guerre mondiale
Un soldat originaire de Bais (Roger Bédier) est mort en captivité le 15 juillet 1954 pendant la Guerre d'Indochine.

## Politique et administration

### Administration municipale
Le nombre d'habitants au dernier recensement étant compris entre 1 500 et 2 499, le nombre de membres du conseil municipal est de 19.

### Liste des maires
| Période                                  | Période               | Identité         | Étiquette | Qualité                                                                           |
| ---------------------------------------- | --------------------- | ---------------- | --------- | --------------------------------------------------------------------------------- |
| mai 1929                                 | 1959                  | Joseph Bodard    | Radical   | Entrepreneur Conseiller général Chevalier de la Légion d'honneur                  |
| Les données manquantes sont à compléter. |                       |                  |           |                                                                                   |
| mars 1959                                | mars 1983             | Jean Brougalay   |           | Entrepreneur de travaux publics, maire honoraire Chevalier de la Légion d'honneur |
| mars 1983                                | juin 1995             | Joseph Pichet    | DVD       | Chef d'entreprise                                                                 |
| juin 1995                                | juin 2005 (démission) | Anne Bourguignat | UDF       | Mère au foyer                                                                     |
| juillet 2005                             | mars 2014             | Joseph Pichet    | DVD       | Chef d'entreprise                                                                 |
| mars 2014                                | En cours              | Nathalie Clouet  | DVD       | Comptable                                                                         |
| Les données manquantes sont à compléter. |                       |                  |           |                                                                                   |

## Démographie
L'évolution du nombre d'habitants est connue à travers les recensements de la population effectués dans la commune depuis 1793. Pour les communes de moins de 10 000 habitants, une enquête de recensement portant sur toute la population est réalisée tous les cinq ans, les populations de référence des années intermédiaires étant quant à elles estimées par interpolation ou extrapolation. Pour la commune, le premier recensement exhaustif entrant dans le cadre du nouveau dispositif a été réalisé en 2006.
En 2022, la commune comptait 2 511 habitants, en évolution de +4,32 % par rapport à 2016 (Ille-et-Vilaine : +5,46 %, France hors Mayotte : +2,11 %).
| 1793  | 1800  | 1806  | 1821  | 1831  | 1836  | 1841  | 1846  | 1851  |
| ----- | ----- | ----- | ----- | ----- | ----- | ----- | ----- | ----- |
| 3 127 | 3 160 | 3 190 | 3 508 | 3 867 | 3 728 | 3 401 | 3 470 | 3 412 |

| 1856  | 1861  | 1866  | 1872  | 1876  | 1881  | 1886  | 1891  | 1896  |
| ----- | ----- | ----- | ----- | ----- | ----- | ----- | ----- | ----- |
| 3 165 | 3 083 | 3 017 | 2 891 | 2 861 | 2 850 | 2 771 | 2 730 | 2 581 |

| 1901  | 1906  | 1911  | 1921  | 1926  | 1931  | 1936  | 1946  | 1954  |
| ----- | ----- | ----- | ----- | ----- | ----- | ----- | ----- | ----- |
| 2 544 | 2 539 | 2 447 | 2 182 | 2 158 | 2 228 | 2 263 | 2 205 | 2 157 |

| 1962  | 1968  | 1975  | 1982  | 1990  | 1999  | 2006  | 2011  | 2016  |
| ----- | ----- | ----- | ----- | ----- | ----- | ----- | ----- | ----- |
| 2 148 | 2 095 | 2 022 | 1 913 | 1 821 | 1 928 | 2 004 | 2 146 | 2 407 |

| 2021  | 2022  | - | - | - | - | - | - | - |
| ----- | ----- | - | - | - | - | - | - | - |
| 2 488 | 2 511 | - | - | - | - | - | - | - |

## Transports
La commune est desservie par la ligne de bus no 7 de Vitré Communauté.

## Culture locale et patrimoine

### Lieux et monuments
La commune compte un monument historique :
- l'église Saint-Marse, construite au XVIe siècle et agrandie au XIXe : la porte a été classée par arrêté du 26 octobre 1910 et le reste de l'église a été inscrit par arrêté du 6 juillet 2006[50].

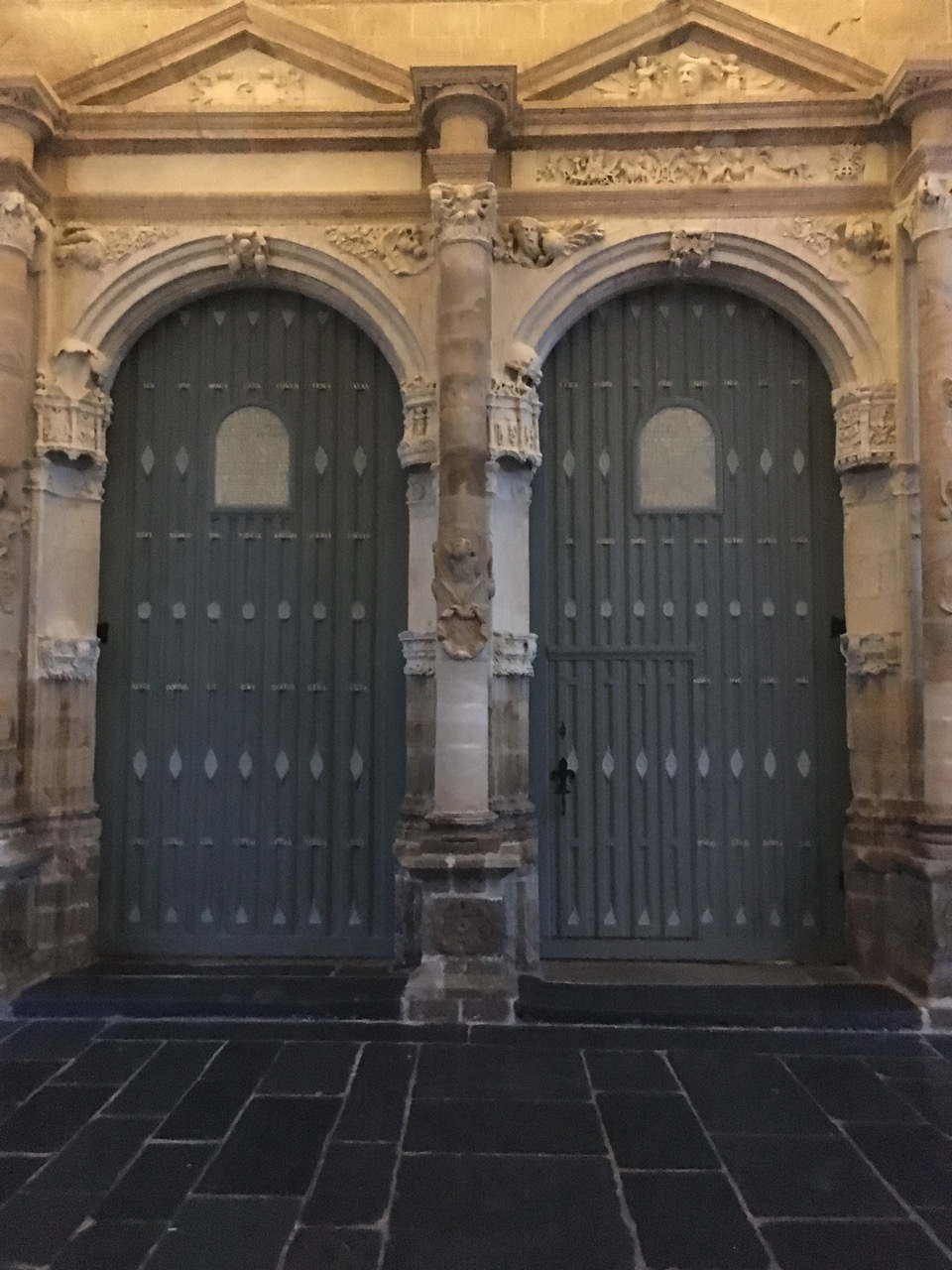
Porte d'entrée principale.
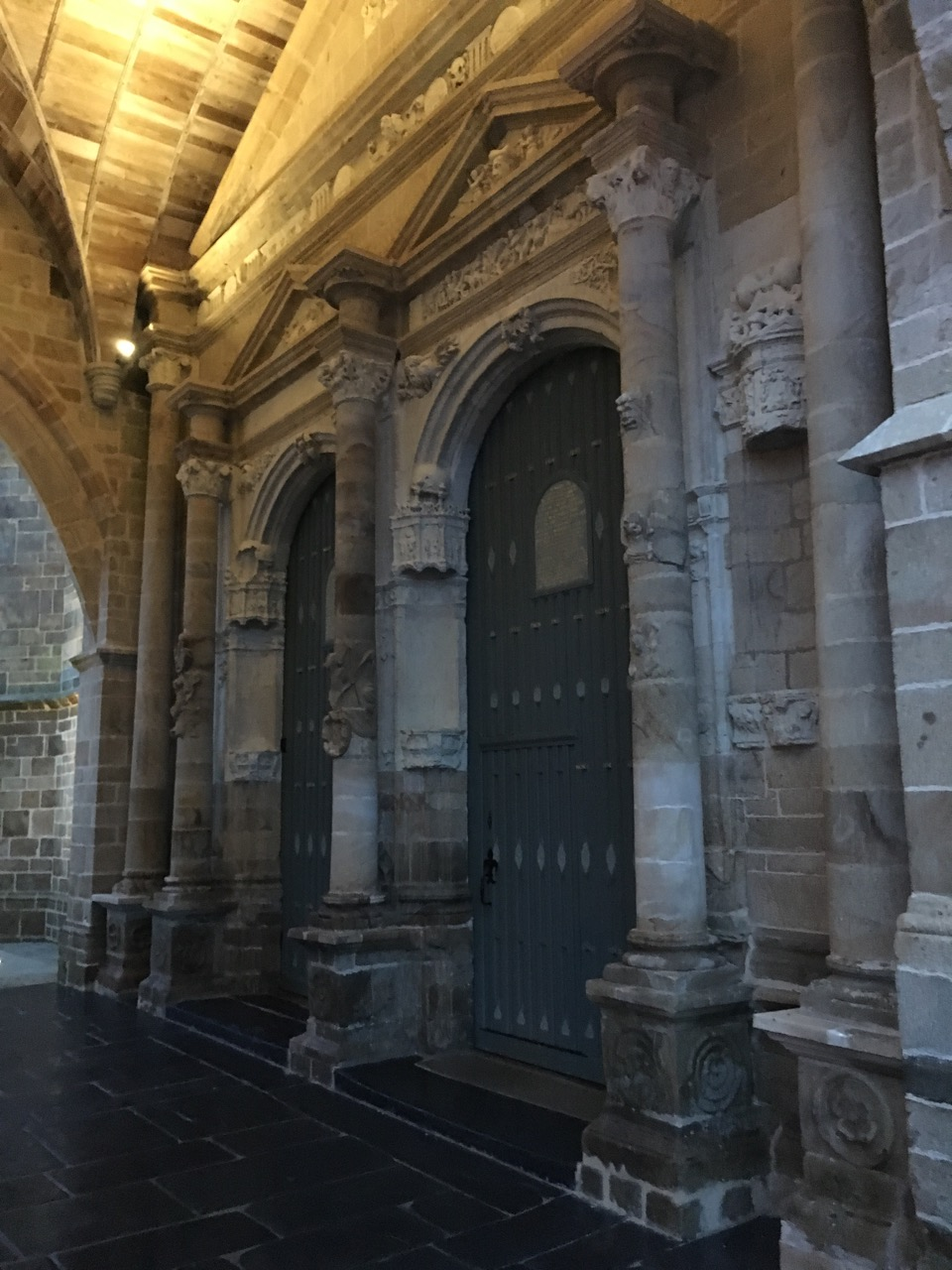
Porche aux lépreux.
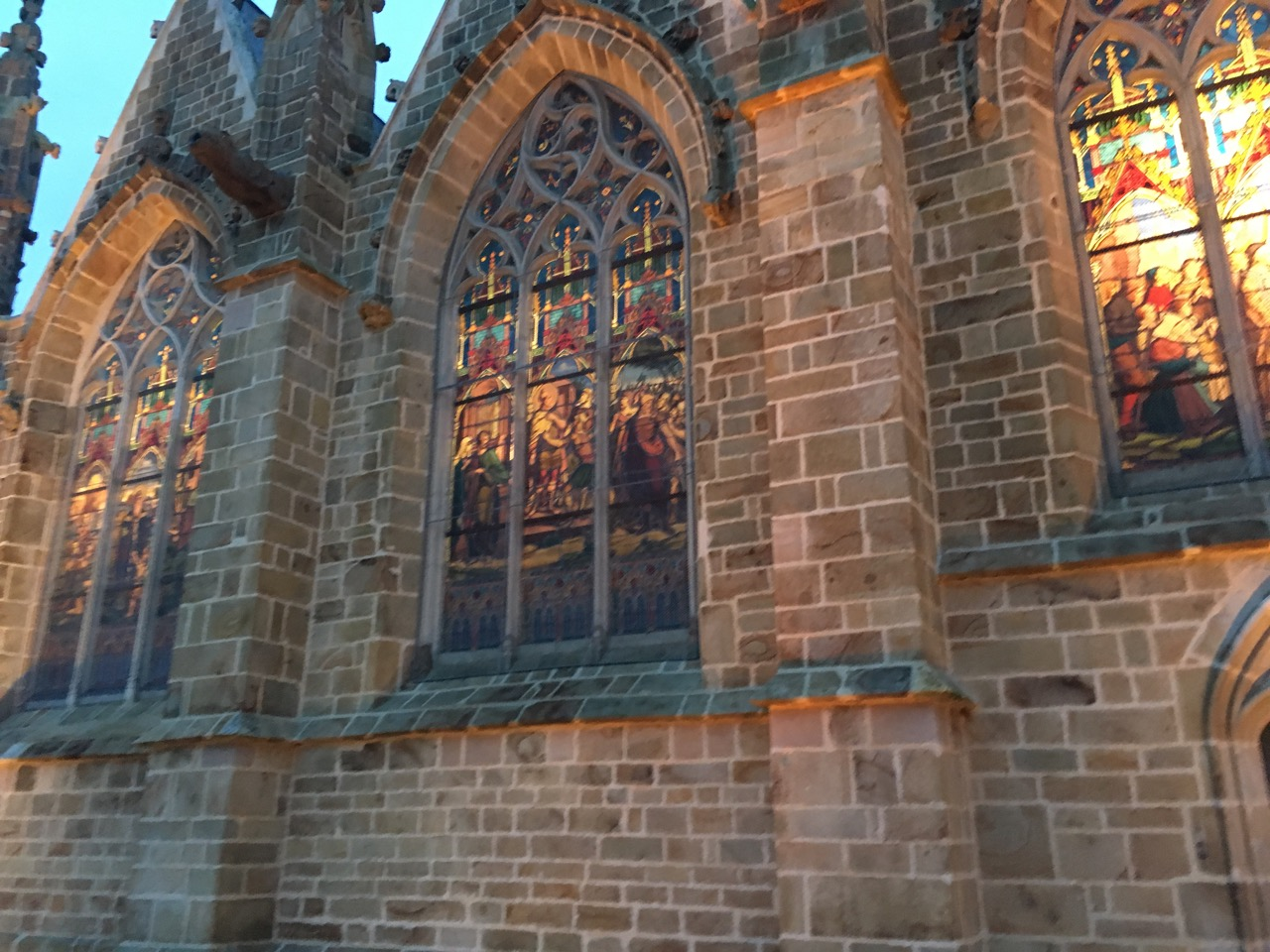
Vitraux éclairés.
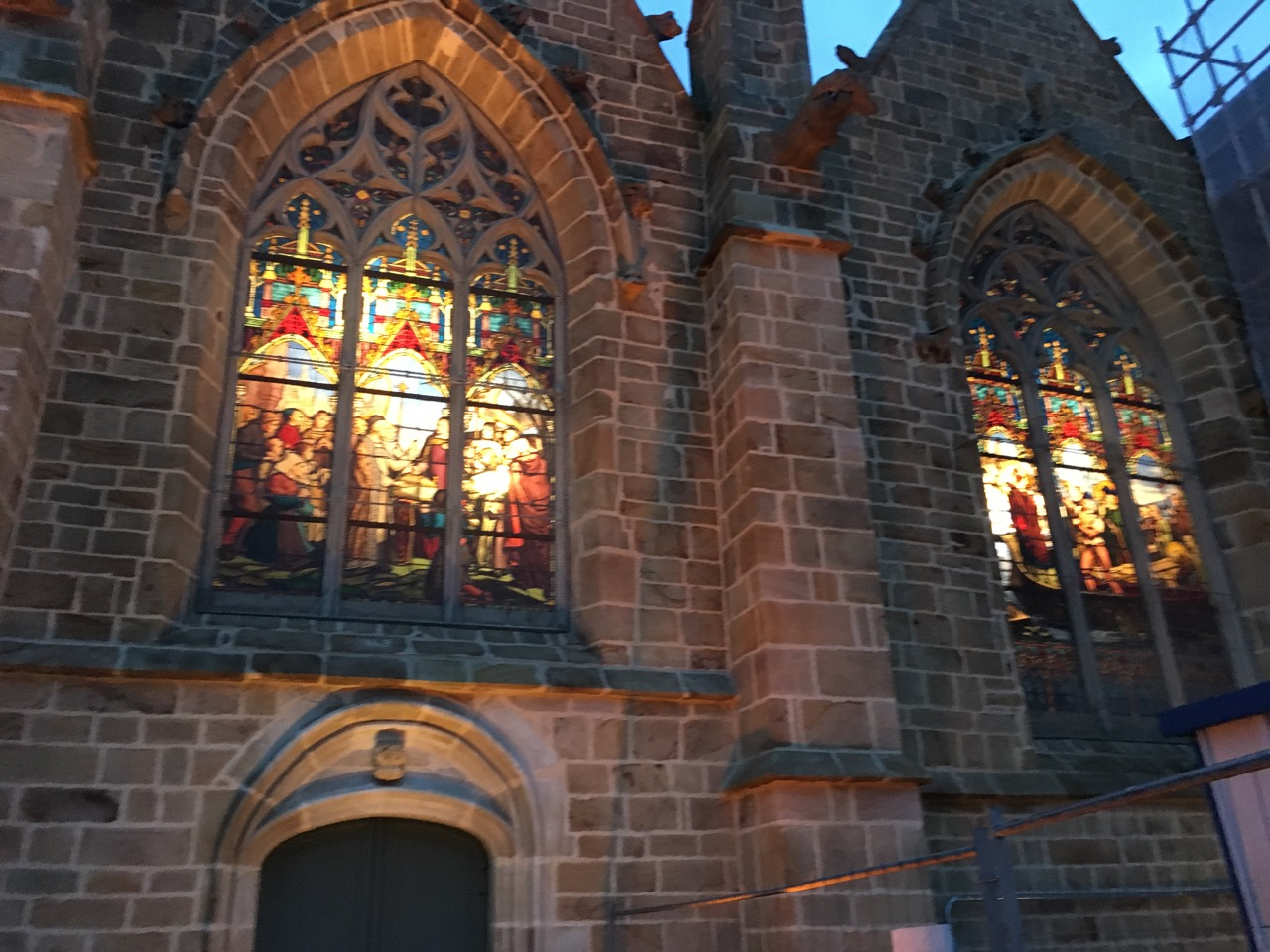
Vitraux éclairés.

Autres monuments :
- chapelle Notre-Dame d'Alliance, bénie par Claude-Louis de Lesquen le 18 mai 1828[51] ;
- chapelle Saint-Marse, au village de Marsé.

### Personnalités liées à la commune
- Anne de Tourville (1910-2004), écrivain français, est née à Bais.
- Yannick Poligné (1970-), prêtre né à Bais.

### Héraldique
| Blason de Bais | D'azur à trois besants d'argent, à la bordure componée de sable et d'argent de seize pièces, les pièces de sable chargées d'une croisette pattée d'or, les pièces d'argent chargées d'une croisette potencée de sable accompagnée de vingt-trois petits tourteaux du même ordonnés en orle. |